# Зачик, Станислав
Станислав Зачик (пол. Stanisław Zaczyk; 26 сентября 1923 — 6 апреля 1985) — польский актёр театра, кино, радио и телевидения.

## Биография
Станислав Зачик родился в городе Новы-Сонч. Во времени Второй мировой войны он был участником тайных актёрских курсов. В 1945 году, сдав экзамены экстерном, получил актёрский диплом. Затем был актёром театров в Кракове, Еленя-Гуре, Вроцлаве и Варшаве. Выступал в спектаклях «театра телевидения» в 1958—1981 гг. и в передачах «театра Польского радио» в 1968—1980 гг. Умер в Варшаве, похоронен на кладбище Старые Повонзки в Варшаве.

## Избранная фильмография
- 1945 — 2 x 2 = 4
- 1948 — Последний этап / Ostatni etap
- 1960 — Год первый / Rok pierwszy
- 1960 — Цена одного преступления / Historia współczesna
- 1963 — Мансарда / Mansarda
- 1965 — Вальковер / Walkower
- 1965 — Пепел / Popioły
- 1965 — Один в городе / Sam pośród miasta
- 1967 — Ставка больше, чем жизнь / Stawka większa niż życie (в 14-й и 15-й серии) - полковник Брох
- 1972 — Как это случилось / Jezioro osobliwości
- 1974 — Телефон полиции — 110 / Polizeiruf 110 (в серии «Im Alter von…»[1])
- 1975 — Доктор Юдым / Doktor Judym
- 1975 — Отель «Пацифик» / Zaklęte rewiry
- 1976–1977 — Польские пути / Polskie drogi
- 1977 — Дело Горгоновой / Sprawa Gorgonowej
- 1978 — Роман Терезы Хеннерт / Romans Teresy Hennert
- 1979 — Секрет Энигмы / Sekret Enigmy
- 1979 — Вишни / Wiśnie
- 1979 — Доктор Мурек / Doktor Murek

## Признание
- 1955 — Медаль «10-летие Народной Польши».
- 1956 — Золотой Крест Заслуги.
- 1967 — Награда «Комитета в дела радио и телевидение» за роль в радиопередаче.
- 1968 — Заслуженный деятель культуры Польши.
- 1969 — Кавалерский крест Ордена Возрождения Польши.
- 1975 — Награда за роль в театре — I Опольские театральное сопоставления.
- 1978 — Награда председателя «Комитета в дела радио и телевидение» за радиотворчество.
- 1978 — Награда за роль в театре — XVIII Калишские театральные встречи.
- 1979 — Командорский крест Ордена Возрождения Польши.